# Hrvati u Australiji
Hrvati u Australiji (eng. Croats in Australia) ili Australski Hrvati (Croatian Australians), osobe su u Australiji s punim, djelomičnim, ili većinskim hrvatskim podrijetlom, ili u Hrvatskoj rođene osobe s prebivalištem u Australiji.
Procjenjuje se kako oko 118 000 Hrvata živi u Australiji (0,6 %) i to poglavito u australskoj državi Victoriji i u Novom Južnom Walesu. 

## Povijest
Godine 1850. počelo je prvo doseljavanje hrvatskog stanovništva u Australiju. U to vrijeme Hrvati su bili popisani kao »Austrijanci«, jer je Hrvatska bila dio Habsburške Monarhije.
Većina ljudi koji su napustili svoje domove svojedobno zbog loše gospodarske situacije. Najupečatljiviji primjer bila je takozvana "Vinska klauzula" trgovinskoga sporazuma iz 1891. između Austro-Ugarske i Italije, koji je bio posebno nepovoljan za hrvatsko vinogradarstvo. Vinskom klauzulom dozvoljen je uvoz jeftinih talijanskih vina uz vrlo povoljne uvjete, a njome je Austro-Ugarska namjeravala kupiti talijansko prijateljstvo, odnosno, vojno savezništvo. Hrvatska vinska poljoprivreda teško je pogođena ovom odlukom bečke vlasti. Sporazum je trajao niz godina.
Za vrijeme Prvoga svjetskoga rata, već u rujnu 1914., počela je zatvaranje i internacija austrijskih Slavena (koji su većinom bili Hrvati iz Dalmacije) i Nijemaca u logor Holsworthy, dok su mnogi hrvatski iseljenici bili pod policijskim nadzorom. Do kolovoza 1915. bilo je oko 1100 cilivnih zatovrenika, većina je nakon rata 1919. vraćena u domovinu.
Nakon Drugoga svjetskoga rata, stotine tisuća Hrvata napustilo je svoju domovinu zbog straha od odmazde i ukidanja demokracije u Jugoslaviji. Iseljenici su bili uglavnom ljudi iz seoskih područja, većinom mlađe stanovništvo.
Tzv. lančana iseljavanja dovodila su do kompaktnih skupina iseljenika, često povezanih obiteljskim vezama, mjestom iseljavanja, rodnim krajem itd. 
Zajednici australskih Hrvata pripadaju katolici i muslimani. Velikim su dijelom iz BiH. Muslimani iz BiH koji nisu skrivali svoje hrvatstvo djelovali su pri hrvatskim društvima i pisali su s hrvatskog gledišta u australskim hrvatskim tiskovinama, dok oni koji se nisu izjašnjavali Hrvatima, pisali su s polazišta jugoslavenstva u australskim tiskovinama jugoslavenskog predznaka.

## Naobrazba
Centar Hrvatskih studija pri Sveučilištu Macquarie akreditirani je ispitni centar za polaganje ispita znanja hrvatskoga jezika zagrebačkoga centra »Croaticum«, a koji priznaju nadležne ustanove u Hrvatskoj. Studij kroatistike (Croatian studies) izvodi se na Sveučilištu od 1994.
Hrvatski arhiv Australije otvoren je 14. listopada 2007. u Sydneyu.

## Mediji
- Hrvatski vjesnik/Croatian Herald, Melbourne[6]
- Unspoken, kratki film o hrvatskim useljenicima u Australiji[7]

## Folklor
U Sydneyu od 1984. djeluje Folklorni ansambl Vukovar.

## Vanjske poveznice
- Hrvati u Australiji